# Serie C 2022-2023 (calcio femminile)
L'edizione 2022-2023 è stata la quinta edizione del campionato italiano di Serie C di calcio femminile, terza serie nazionale. Il campionato è iniziato l'11 settembre 2022 e si è concluso il 28 maggio 2023. Il campionato si è concluso con la promozione in Serie B di Academy Pavia, Bologna e Res Roma, vincitrici dei tre gironi.

## Stagione

### Novità
Alla quinta edizione del campionato nazionale di Serie C hanno avuto il diritto di chiedere l'iscrizione tutte le 33 squadre che hanno acquisito tale diritto al termine della Serie C 2021-2022, le 3 squadre retrocesse dalla Serie B 2021-2022, tutte le 16 squadre vincitrici i campionati regionali di Eccellenza. Dalla Serie C 2021-2022 sono stati promossi in Serie B l'Arezzo, il Trento CF e l'Apulia Trani; sono state retrocesse in Eccellenza la Fiamma Monza, il Perugia, la Pistoiese 2016, il Caprera, l'Isera, il Mittici, l'Atletico Oristano, l'Accademia SPAL, il Fesca Bari e il Coscarello Castrolibero, mentre erano stati esclusi a campionato in corso il Catania e l'Aprilia Racing. Dalla Serie B 2021-2022 sono stati retrocessi il Palermo, la Pro Sesto e la Roma CF.
Delle squadre aventi diritto non sono state ammesse per espressa rinuncia alla partecipazione al campionato:
- A.S.D. Rever Roma,
- A.S.D. Vis Civitanova,
- A.S.D. S.S.V. Brixen OBI,
- A.S.D. Assopotenza,
- A.S.D. Lazio C5 Global.

Tra le aventi diritto, non sono state ammesse per non aver presentato domanda di iscrizione al campionato:
- S.S.D. Academy Parma Calcio 1913.

La Ternana ha rilevato il titolo sportivo di partecipazione al campionato di Serie B della Pink Sport Time. Il D.F.C. Maia Alta Obermais ha cambiato denominazione in A.S.D. Meran Women. L'A.S.D. Roma XIV Decimoquarto ha ceduto il proprio titolo sportivo al Frosinone Calcio. L'A.S.D. VFC Venezia Calcio ha cambiato denominazione in A.S.D. Venezia Calcio 1985.
A completamento organico sono state ammesse, in qualità di ripescate, le seguenti società:
- F.C. Lumezzane S.S.D.,
- A.S.D. Fiamma Monza 1970.

Successivamente alla pubblicazione dei calendari, il Genoa ha rilevato il titolo sportivo di partecipazione al campionato di Serie B del Cortefranca e conseguentemente ha rinunciato alla partecipazione al campionato di Serie C.

### Formula
Non essendo stato completato l'organico a seguito dell'iscrizione del Genoa alla Serie B, risultano 47 squadre partecipanti che sono state divise in un girone da 15 squadre e due gironi da 16 squadre ciascuno. In ogni girone le squadre si affrontano in un girone all'italiana con partite di andata e ritorno per un totale di 30 giornate. Nel girone A una squadra effettua un turno di riposo nel turno in cui avrebbe dovuto affrontare il Genoa. Le squadre prime classificate di ciascun girone, per un totale di tre squadre, sono promosse direttamente in Serie B. Le ultime due classificate dei gironi B e C sono retrocesse direttamente nei rispettivi campionati regionali di Eccellenza. Le squadre classificate dall'undicesimo al quattordicesimo posto dei gironi B e C disputano i play-out per definire altre due squadre retrocesse per girone. Per il solo girone A, avendo una squadra in meno rispetto agli altri due, l'ultima classificata viene retrocessa direttamente in Eccellenza, mentre le squadre classificate dall'11º al 14º posto disputano i play-out per definire le altre due squadre retrocesse.

## Girone A

### Squadre partecipanti
| Club                                | Città                   | Stagione precedente                           |
| ----------------------------------- | ----------------------- | --------------------------------------------- |
| S.S.D. Academy Calcio Pavia         | Pavia                   | 5º posto in Serie C/A                         |
| A.S.D. Accademia Calcio Vittuone    | Vittuone (MI)           | 1º posto in Eccellenza Lombardia              |
| U.S. Angelo Baiardo                 | Genova                  | 1º posto in Eccellenza Liguria                |
| A.S.D. Azalee Solbiatese 1911       | Gallarate (VA)          | 3º posto in Serie C/A                         |
| A.S.D. Fiamma Monza 1970            | Monza                   | 13º posto in Serie C/A                        |
| Freedom F.C. S.S.D.                 | Cuneo                   | 1º posto in Eccellenza Piemonte/Valle d'Aosta |
| A.S.D. Independiente Ivrea          | Ivrea (TO)              | 7º posto in Serie C/A                         |
| A.S.D. Lucchese Femminile           | Lucca                   | 9º posto in Serie C/A                         |
| A.S.D. Orobica Calcio Bergamo       | Bergamo                 | 6º posto in Serie C/A                         |
| F.C.D. Pinerolo                     | Pinerolo (TO)           | 4º posto in Serie C/A                         |
| S.S.D. U.S. Città di Pontedera C.F. | Pontedera (PI)          | 12º posto in Serie C/A                        |
| Pro Sesto 1913                      | Sesto San Giovanni (MI) | 13º posto in Serie B                          |
| A.S.D. Real Meda C.F.               | Meda (MB)               | 11º posto in Serie C/A                        |
| A.S.D. Spezia C.F.                  | La Spezia               | 8º posto in Serie C/A                         |
| A.S.D. Su Planu Calcio 1985         | Villa San Pietro (CA)   | 1º posto in Eccellenza Sardegna               |

### Classifica finale
Classifica e verdetti come da comunicato ufficiale della LND.
|  | Pos. | Squadra             | Pt | G  | V  | N | P  | GF  | GS  | DR   |
|  | ---- | ------------------- | -- | -- | -- | - | -- | --- | --- | ---- |
|  | 1.   | Academy Pavia       | 70 | 28 | 22 | 4 | 2  | 94  | 17  | +77  |
|  | 2.   | Freedom             | 66 | 28 | 20 | 6 | 2  | 73  | 20  | +53  |
|  | 3.   | Orobica             | 65 | 28 | 21 | 2 | 5  | 104 | 20  | +84  |
|  | 4.   | Pinerolo            | 58 | 28 | 19 | 1 | 8  | 68  | 35  | +33  |
|  | 5.   | Azalee Solbiatese   | 46 | 28 | 14 | 4 | 10 | 70  | 49  | +21  |
|  | 6.   | Spezia              | 42 | 28 | 13 | 3 | 12 | 51  | 42  | +9   |
|  | 7.   | Independiente Ivrea | 40 | 28 | 12 | 4 | 12 | 53  | 54  | -1   |
|  | 8.   | Angelo Baiardo      | 39 | 28 | 11 | 6 | 11 | 44  | 56  | -12  |
|  | 9.   | Real Meda           | 38 | 28 | 11 | 5 | 12 | 67  | 44  | +23  |
|  | 10.  | Pro Sesto           | 36 | 28 | 9  | 9 | 10 | 58  | 52  | +6   |
|  | 11.  | Accademia Vittuone  | 36 | 28 | 10 | 6 | 12 | 50  | 56  | -6   |
|  | 12.  | Pontedera           | 26 | 28 | 7  | 5 | 16 | 33  | 65  | -32  |
|  | 13.  | Lucchese            | 24 | 28 | 7  | 3 | 18 | 43  | 78  | -35  |
|  | 14.  | Fiamma Monza        | 10 | 28 | 3  | 1 | 24 | 22  | 119 | -97  |
|  | 15.  | Su Planu            | 4  | 28 | 1  | 1 | 26 | 17  | 140 | -123 |

Legenda:
      Promossa in Serie B 2023-2024.
  Ammessa ai play-out.
      Retrocessa in Eccellenza 2023-2024.
Note:
Tre punti a vittoria, uno a pareggio, zero a sconfitta.

### Risultati
|                     | AcP  | AcV  | Ang  | Aza  | Fia  | Fre  | Ind  | Luc  | Oro  | Pin  | Pon  | Pro  | ReM  | Spe  | SuP  |
| ------------------- | ---- | ---- | ---- | ---- | ---- | ---- | ---- | ---- | ---- | ---- | ---- | ---- | ---- | ---- | ---- |
| Academy Pavia       | –––– | 5-0  | 5-1  | 0-1  | 3-0  | 0-2  | 1-0  | 3-1  | 1-0  | 2-1  | 5-0  | 4-1  | 2-2  | 2-1  | 10-0 |
| Accademia Vittuone  | 0-3  | –––– | 2-0  | 1-1  | 4-1  | 0-2  | 2-1  | 3-1  | 0-5  | 1-4  | 1-0  | 0-0  | 0-1  | 4-1  | 7-0  |
| Angelo Baiardo      | 0-4  | 0-3  | –––– | 2-5  | 2-1  | 1-1  | 5-1  | 2-1  | 1-4  | 3-2  | 1-1  | 1-4  | 2-2  | 2-1  | 1-0  |
| Azalee              | 1-4  | 4-1  | 1-3  | –––– | 6-1  | 0-3  | 1-3  | 2-2  | 2-5  | 2-3  | 5-1  | 5-3  | 2-0  | 1-3  | 11-2 |
| Fiamma Monza        | 0-9  | 0-6  | 1-3  | 3-2  | –––– | 0-6  | 0-2  | 1-1  | 0-8  | 0-1  | 1-2  | 0-3  | 1-7  | 0-5  | 4-1  |
| Freedom             | 1-1  | 2-2  | 1-1  | 1-1  | 1-0  | –––– | 2-3  | 3-0  | 3-1  | 2-3  | 6-0  | 2-1  | 2-0  | 0-0  | 8-1  |
| Independiente Ivrea | 1-3  | 2-2  | 0-2  | 2-2  | 8-2  | 1-3  | –––– | 2-1  | 0-1  | 3-0  | 0-3  | 2-1  | 0-2  | 1-1  | 5-0  |
| Lucchese            | 0-3  | 4-1  | 2-3  | 0-4  | 4-1  | 0-4  | 0-1  | –––– | 0-7  | 1-4  | 2-3  | 3-3  | 3-9  | 2-0  | 1-0  |
| Orobica             | 0-0  | 7-0  | 4-1  | 0-2  | 6-0  | 0-2  | 8-0  | 8-1  | –––– | 2-0  | 6-0  | 5-0  | 2-0  | 3-0  | 4-0  |
| Pinerolo            | 1-3  | 4-0  | 1-0  | 1-3  | 6-0  | 0-1  | 1-1  | 3-1  | 4-0  | –––– | 3-0  | 2-0  | 3-2  | 2-1  | 4-1  |
| Pontedera           | 0-3  | 0-0  | 3-3  | 1-0  | 4-2  | 0-3  | 2-3  | 0-1  | 0-3  | 1-2  | –––– | 1-1  | 1-2  | 1-1  | 0-1  |
| Pro Sesto           | 1-4  | 2-2  | 1-1  | 0-1  | 6-0  | 0-1  | 5-3  | 3-1  | 3-3  | 1-3  | 5-2  | –––– | 1-1  | 3-1  | 5-1  |
| Real Meda           | 1-1  | 2-0  | 4-2  | 2-3  | 6-0  | 3-4  | 1-2  | 1-2  | 0-2  | 0-1  | 1-2  | 1-1  | –––– | 1-0  | 7-1  |
| Spezia              | 0-5  | 3-2  | 1-0  | 2-0  | 5-0  | 1-2  | 3-1  | 3-1  | 0-3  | 3-2  | 3-0  | 1-3  | 2-1  | –––– | 3-0  |
| Su Planu            | 1-8  | 0-6  | 0-1  | 0-2  | 2-3  | 0-5  | 0-5  | 1-7  | 0-6  | 0-7  | 1-5  | 1-1  | 2-8  | 0-6  | –––– |

### Play-out
|                    | Risultati |              | Luogo e data             |
| ------------------ | --------- | ------------ | ------------------------ |
| Accademia Vittuone | 8-0       | Fiamma Monza | Vittuone, 4 giugno 2023  |
| Pontedera          | 2-1       | Lucchese     | Pontedera, 4 giugno 2023 |

## Girone B

### Squadre partecipanti
| Club                             | Città                         | Stagione precedente                                 |
| -------------------------------- | ----------------------------- | --------------------------------------------------- |
| Bologna F.C. 1909                | Bologna                       | 9º posto in Serie C/B                               |
| S.C.S.D. Centro Storico Lebowski | Tavarnuzze (FI)               | 1º posto in Eccellenza Toscana                      |
| A.D.P. L.F. Jesina Femminile     | Jesi (AN)                     | 8º posto in Serie C/B                               |
| F.C. Lumezzane S.S.D.            | Lumezzane (BS)                | 3º posto in Eccellenza Lombardia                    |
| A.S.D. Meran Women               | Merano (BZ)                   | 1º posto in Eccellenza Trento/Bolzano               |
| A.S.D. Orvieto F.C.              | Orvieto (TR)                  | 1º posto in Eccellenza Umbria                       |
| A.S.D. Calcio Padova Femminile   | Padova                        | 10º posto in Serie C/B                              |
| Portogruaro Calcio A.S.D.        | Portogruaro (VE)              | 11º posto in Serie C/B                              |
| A.S.D. Femminile Riccione        | Riccione (RN)                 | 4º posto in Serie C/B                               |
| U.S.D. Rinascita Doccia          | Sesto Fiorentino (FI)         | 3º posto in Eccellenza Toscana                      |
| A.S.D. F.C. Sambenedettese       | San Benedetto del Tronto (AP) | 1º posto in Eccellenza Marche                       |
| U.S. Triestina Calcio 1918       | Trieste                       | 7º posto in Serie C/B                               |
| Venezia F.C.                     | Venezia                       | 3º posto in Serie C/B                               |
| A.S.D. Venezia Calcio 1985       | Venezia                       | 6º posto in Serie C/B                               |
| A.S.D. Vicenza C.F.              | Vicenza                       | 2º posto in Serie C/B                               |
| S.S.D. Villorba Calcio           | Villorba (TV)                 | 1º posto in Eccellenza Veneto/Friuli Venezia Giulia |

### Classifica finale
Classifica e verdetti come da comunicato ufficiale della LND.
|  | Pos. | Squadra                 | Pt | G  | V  | N | P  | GF  | GS  | DR   |
|  | ---- | ----------------------- | -- | -- | -- | - | -- | --- | --- | ---- |
|  | 1.   | Bologna                 | 83 | 30 | 27 | 2 | 1  | 114 | 26  | +88  |
|  | 2.   | Meran                   | 70 | 30 | 22 | 4 | 4  | 107 | 37  | +70  |
|  | 3.   | Lumezzane               | 69 | 30 | 22 | 3 | 5  | 103 | 31  | +72  |
|  | 4.   | Vicenza                 | 65 | 30 | 20 | 5 | 5  | 92  | 28  | +64  |
|  | 5.   | Venezia                 | 63 | 30 | 19 | 6 | 5  | 95  | 30  | +65  |
|  | 6.   | Riccione                | 55 | 30 | 18 | 3 | 9  | 86  | 39  | +47  |
|  | 7.   | L.F. Jesina             | 47 | 30 | 14 | 5 | 11 | 63  | 49  | +14  |
|  | 8.   | Padova                  | 39 | 30 | 11 | 6 | 13 | 58  | 63  | -5   |
|  | 9.   | Triestina               | 36 | 30 | 10 | 6 | 14 | 55  | 75  | -20  |
|  | 10.  | Venezia 1985            | 35 | 30 | 9  | 8 | 13 | 62  | 47  | +15  |
|  | 11.  | Villorba                | 28 | 30 | 8  | 4 | 18 | 29  | 72  | -43  |
|  | 12.  | Centro Storico Lebowski | 27 | 30 | 7  | 6 | 17 | 35  | 65  | -30  |
|  | 13.  | Portogruaro (-1)        | 24 | 30 | 7  | 4 | 19 | 31  | 69  | -38  |
|  | 14.  | Orvieto                 | 22 | 30 | 5  | 7 | 18 | 28  | 77  | -49  |
|  | 15.  | Rinascita Doccia        | 11 | 30 | 2  | 5 | 23 | 41  | 112 | -71  |
|  | 16.  | Sambenedettese (-1)     | 3  | 30 | 1  | 1 | 28 | 7   | 192 | -185 |

Legenda:
      Promossa in Serie B 2023-2024.
  Ammessa ai play-out.
      Retrocessa in Eccellenza 2023-2024.
Note:
Tre punti a vittoria, uno a pareggio, zero a sconfitta.
Portogruaro e Sambenedettese hanno scontato 1 punto di penalizzazione.

### Risultati
|                         | Bol  | CSL  | Jes  | Lum  | Mer  | Orv  | Pad  | Por  | Ric  | Rin  | Sam  | Tri  | Ven  | VeC  | Vic  | Vil  |
| ----------------------- | ---- | ---- | ---- | ---- | ---- | ---- | ---- | ---- | ---- | ---- | ---- | ---- | ---- | ---- | ---- | ---- |
| Bologna                 | –––– | 3-0  | 7-2  | 3-2  | 2-1  | 4-1  | 3-0  | 8-1  | 3-0  | 6-3  | 7-0  | 5-1  | 3-1  | 3-2  | 1-0  | 3-0  |
| Centro Storico Lebowski | 0-0  | –––– | 2-4  | 2-5  | 0-4  | 0-0  | 0-3  | 0-1  | 1-4  | 6-3  | 3-0  | 3-2  | 2-3  | 1-1  | 0-2  | 1-2  |
| Jesina                  | 0-5  | 2-1  | –––– | 1-3  | 2-3  | 2-0  | 1-0  | 2-1  | 2-0  | 5-0  | 1-1  | 0-2  | 1-1  | 2-1  | 1-3  | 0-1  |
| Lumezzane               | 2-4  | 4-0  | 1-1  | –––– | 1-0  | 3-0  | 2-1  | 4-0  | 1-4  | 6-1  | 10-0 | 7-0  | 1-1  | 5-2  | 1-2  | 0-0  |
| Meran                   | 2-2  | 6-0  | 1-1  | 1-2  | –––– | 4-0  | 4-2  | 2-0  | 1-3  | 4-2  | 9-0  | 7-2  | 1-1  | 2-0  | 2-1  | 7-3  |
| Orvieto                 | 1-6  | 1-1  | 0-12 | 1-2  | 0-8  | –––– | 0-0  | 0-1  | 1-2  | 1-1  | 8-0  | 2-3  | 1-4  | 0-0  | 0-7  | 1-0  |
| Padova                  | 1-2  | 2-2  | 2-2  | 1-5  | 3-4  | 1-0  | –––– | 1-2  | 1-5  | 4-0  | 7-0  | 1-1  | 0-3  | 3-2  | 0-3  | 2-0  |
| Portogruaro             | 0-5  | 0-1  | 0-3  | 0-4  | 1-4  | 0-1  | 0-0  | –––– | 0-1  | 4-2  | 6-0  | 1-2  | 0-4  | 1-0  | 0-1  | 2-0  |
| Riccione                | 1-2  | 2-0  | 0-2  | 1-2  | 3-4  | 4-0  | 6-0  | 3-2  | –––– | 4-0  | 12-0 | 3-1  | 0-1  | 1-1  | 0-0  | 1-0  |
| Rinascita Doccia        | 0-1  | 1-3  | 1-3  | 0-7  | 1-4  | 2-4  | 4-6  | 2-2  | 1-4  | –––– | 4-1  | 3-3  | 1-7  | 0-3  | 1-8  | 1-1  |
| Sambenedettese          | 1-10 | 0-3  | 0-7  | 0-11 | 0-5  | 0-3  | 1-6  | *    | 0-11 | 0-1  | –––– | 1-6  | 0-6  | 0-9  | 0-3  | 1-0  |
| Triestina               | 2-5  | 3-2  | 1-2  | 0-2  | 2-5  | 2-2  | 0-1  | 2-1  | 1-1  | 1-0  | 8-0  | –––– | 1-6  | 1-1  | 2-2  | 1-2  |
| Venezia                 | 1-2  | 2-0  | 2-0  | 2-4  | 3-3  | 4-0  | 2-2  | 0-0  | 3-0  | 2-1  | 12-0 | 1-0  | –––– | 3-0  | 2-3  | 6-1  |
| Venezia Calcio 1985     | 1-0  | 5-0  | 6-1  | 0-3  | 0-1  | 0-0  | 2-3  | 5-1  | 3-5  | 2-2  | 7-0  | 0-3  | 1-3  | –––– | 1-1  | 3-1  |
| Vicenza                 | 0-3  | 0-1  | 2-1  | 3-1  | 0-3  | 3-0  | 6-0  | 7-2  | 3-3  | 7-1  | 9-0  | 8-0  | 2-1  | 1-1  | –––– | 3-0  |
| Villorba                | 0-6  | 0-0  | 2-0  | 0-2  | 0-5  | 1-0  | 1-5  | 2-2  | 3-2  | 3-1  | 5-1  | 1-2  | 0-8  | 0-3  | 0-3  | –––– |

### Play-out
|                         | Risultati |             | Luogo e data            |
| ----------------------- | --------- | ----------- | ----------------------- |
| Centro Storico Lebowski | 3-0       | Portogruaro | Firenze, 4 giugno 2023  |
| Villorba                | 2-1       | Orvieto     | Villorba, 4 giugno 2023 |

## Girone C

### Squadre partecipanti
| Club                                | Città                        | Stagione precedente             |
| ----------------------------------- | ---------------------------- | ------------------------------- |
| A.S.D. Academy Sant'Agata 2018      | Sant'Agata di Militello (ME) | 1º posto in Eccellenza Sicilia  |
| A.S.D. Cantera Adriatica Pescara    | Pescara                      | 1º posto in Eccellenza Abruzzo  |
| A.S.D. C.F. Chieti                  | Chieti                       | 2º posto in Serie C/C           |
| Cosenza Calcio                      | Cosenza                      | 1º posto in Eccellenza Calabria |
| F.C. Crotone                        | Crotone                      | 5º posto in Serie C/C           |
| Frosinone Calcio                    | Frosinone                    | -                               |
| A.S.D. Grifone Gialloverde          | Roma                         | 11º posto in Serie C/C          |
| A.S.D. Independent                  | Napoli                       | 9º posto in Serie C/C           |
| A.S.D. Lecce Women                  | Lecce                        | 7º posto in Serie C/C           |
| S.S.D. Women Matera Città dei Sassi | Matera                       | 6º posto in Serie C/C           |
| A.S.D. Palermo Women                | Palermo                      | 12º posto in Serie B            |
| S.S.D. Res Roma VIII                | Roma                         | 4º posto in Serie C/C           |
| S.S.D. Roma Calcio Femminile        | Roma                         | 14º posto in Serie B            |
| Salernitana 1919                    | Salerno                      | 1º posto in Eccellenza Campania |
| S.S.D. Trastevere Calcio            | Roma                         | 3º posto in Serie C/C           |
| A.S.D. Vis Mediterranea Soccer      | Siano (SA)                   | 8º posto in Serie C/C           |

### Classifica finale
Classifica e verdetti come da comunicato ufficiale della LND.
|  | Pos. | Squadra                        | Pt | G  | V  | N | P  | GF  | GS  | DR   |
|  | ---- | ------------------------------ | -- | -- | -- | - | -- | --- | --- | ---- |
|  | 1.   | Res Roma                       | 83 | 30 | 27 | 2 | 1  | 100 | 17  | +83  |
|  | 2.   | Trastevere                     | 76 | 30 | 24 | 4 | 2  | 93  | 21  | +72  |
|  | 3.   | Roma CF                        | 59 | 30 | 19 | 2 | 9  | 66  | 33  | +33  |
|  | 4.   | Lecce                          | 57 | 30 | 17 | 6 | 7  | 82  | 43  | +39  |
|  | 5.   | Palermo                        | 56 | 30 | 16 | 8 | 6  | 59  | 31  | +28  |
|  | 6.   | Chieti                         | 55 | 30 | 16 | 7 | 7  | 74  | 36  | +38  |
|  | 7.   | Vis Mediterranea               | 53 | 30 | 17 | 2 | 11 | 66  | 29  | +37  |
|  | 8.   | Matera Città dei Sassi         | 46 | 30 | 14 | 4 | 12 | 57  | 37  | +20  |
|  | 9.   | Independent                    | 45 | 30 | 13 | 6 | 11 | 64  | 50  | +14  |
|  | 10.  | Frosinone                      | 35 | 30 | 9  | 8 | 13 | 39  | 42  | -3   |
|  | 11.  | Grifone Gialloverde            | 27 | 30 | 8  | 3 | 19 | 38  | 78  | -40  |
|  | 12.  | Crotone                        | 27 | 30 | 6  | 9 | 15 | 25  | 49  | -24  |
|  | 13.  | Cosenza                        | 24 | 30 | 6  | 6 | 18 | 29  | 81  | -52  |
|  | 14.  | Academy Sant'Agata             | 15 | 30 | 3  | 6 | 21 | 26  | 86  | -60  |
|  | 15.  | Salernitana                    | 14 | 30 | 3  | 5 | 22 | 19  | 101 | -82  |
|  | 16.  | Cantera Adriatica Pescara (-1) | 7  | 30 | 2  | 2 | 26 | 15  | 118 | -103 |

Legenda:
      Promossa in Serie B 2023-2024.
  Ammessa ai play-out.
      Retrocessa in Eccellenza 2023-2024.
Note:
Tre punti a vittoria, uno a pareggio, zero a sconfitta.
La Cantera Adriatica Pescara sconta 1 punto di penalizzazione.

### Risultati
|                           | ASA  | CAP  | Chi  | Cos  | Cro  | Fro  | Gri  | Ind  | Lec  | Mat  | Pal  | Res  | Rom  | Sal  | Tra  | Vis  |
| ------------------------- | ---- | ---- | ---- | ---- | ---- | ---- | ---- | ---- | ---- | ---- | ---- | ---- | ---- | ---- | ---- | ---- |
| Academy Sant'Agata        | –––– | 2-0  | 0-5  | 0-1  | 1-1  | 0-2  | 3-1  | 2-3  | 1-3  | 1-3  | 1-4  | 1-6  | 0-3  | 0-0  | 0-5  | 1-4  |
| Cantera Adriatica Pescara | 0-3  | –––– | 0-3  | 1-1  | 1-0  | 0-4  | 2-4  | 1-8  | 0-10 | 0-6  | 0-4  | 0-5  | 2-3  | 0-1  | 1-2  | 0-7  |
| Chieti                    | 0-0  | 5-0  | –––– | 9-0  | 1-1  | 2-2  | 7-1  | 0-2  | 4-3  | 1-0  | 1-2  | 0-2  | 2-3  | 11-0 | 1-7  | 1-0  |
| Cosenza                   | 3-3  | 4-1  | 1-1  | –––– | 4-0  | 1-2  | 2-1  | 1-3  | 0-1  | 0-1  | 2-2  | 0-3  | 0-4  | 3-1  | 0-6  | 0-4  |
| Crotone                   | 2-1  | 1-0  | 0-0  | 0-0  | –––– | 1-2  | 0-3  | 2-2  | 1-3  | 0-0  | 0-1  | 0-4  | 1-0  | 1-2  | 1-0  | 1-2  |
| Frosinone                 | 0-0  | 6-0  | 0-3  | 1-1  | 0-6  | –––– | 0-0  | 3-3  | 0-0  | 1-1  | 0-1  | 1-2  | 1-2  | 0-0  | 0-3  | 2-0  |
| Grifone Gialloverde       | 3-1  | 1-2  | 1-2  | 2-1  | 3-0  | 1-2  | –––– | 1-1  | 0-3  | 0-3  | 2-6  | 0-2  | 0-3  | 4-0  | 0-5  | 1-7  |
| Independent               | 3-1  | 3-0  | 0-1  | 3-0  | 1-1  | 1-0  | 1-2  | –––– | 2-1  | 1-3  | 0-1  | 0-2  | 2-1  | 5-0  | 2-2  | 0-2  |
| Lecce Women               | 7-3  | 4-0  | 1-1  | 8-1  | 1-0  | 3-1  | 2-2  | 3-1  | –––– | 2-2  | 2-2  | 2-2  | 0-3  | 5-1  | 2-3  | 1-0  |
| Matera Città dei Sassi    | 4-0  | 2-0  | 2-3  | 3-1  | 2-2  | 1-0  | 6-2  | 3-2  | 0-2  | –––– | 0-1  | 1-3  | 1-2  | 3-0  | 2-3  | 3-2  |
| Palermo                   | 1-1  | 3-0  | 0-2  | 2-0  | 1-0  | 1-0  | 3-0  | 3-3  | 2-3  | 3-0  | –––– | 0-1  | 1-1  | 5-0  | 2-2  | 0-2  |
| Res Roma                  | 7-0  | 4-0  | 2-1  | 8-0  | 6-0  | 3-2  | 7-0  | 3-4  | 3-0  | 2-0  | 3-0  | –––– | 2-0  | 4-0  | 2-1  | 2-0  |
| Roma CF                   | 5-0  | 5-1  | 1-2  | 3-0  | 0-1  | 2-3  | 1-0  | 4-3  | 2-1  | 1-0  | 2-1  | 2-3  | –––– | 6-0  | 1-2  | 1-1  |
| Salernitana               | 1-0  | 1-1  | 1-1  | 1-2  | 1-1  | 0-3  | 0-3  | 3-4  | 3-6  | 0-4  | 1-5  | 0-3  | 0-3  | –––– | 0-4  | 0-2  |
| Trastevere                | 4-0  | 8-0  | 3-2  | 4-0  | 3-0  | 1-0  | 5-0  | 2-1  | 2-1  | 1-0  | 1-1  | 1-1  | 3-1  | 6-0  | –––– | 2-0  |
| Vis Mediterranea          | 4-0  | 7-0  | 1-2  | 3-0  | 2-0  | 3-1  | 1-0  | 2-0  | 1-2  | 1-0  | 1-1  | 1-3  | 0-1  | 6-2  | 0-2  | –––– |

### Play-out
|                     | Risultati |                    | Luogo e data                |
| ------------------- | --------- | ------------------ | --------------------------- |
| Crotone             | 1-0       | Cosenza            | Capo Rizzuto, 4 giugno 2023 |
| Grifone Gialloverde | 3-0       | Academy Sant'Agata | Roma, 4 giugno 2023         |